# Agenore Incrocci
Pour les articles homonymes, voir Age.
Agenore Incrocci, de son vrai nom Agilberto Incrocci, dit Age (né le 4 juillet 1919 à Brescia et mort le 15 novembre 2005 d'une crise cardiaque à Rome) est un  scénariste italien né d'un père autrichien et d'une mère russe. Il cosigna, entre autres, le scénario du film Le Bon, la Brute et le Truand.

## Biographie
Agenore Incrocci, de son vrai nom Agilberto Incrocci, le mythique « Age » fut, avec son complice Furio Scarpelli (son cadet de cinq mois), l'un des plus talentueux et prolifiques scénaristes italiens, qui incarna la comédie à l'italienne.
D'abord auteur de sketches (notamment pour la radio), il cosigna à partir de 1949 quelque 120 films, souvent réalisés par les plus grands. Des Totò de la grande époque à La Pagaille, beaucoup ont marqué l'histoire du cinéma.
Il apparut comme acteur dans La Terrasse de Ettore Scola (dont il était le scénariste) et dans Ecce Bombo de Nanni Moretti (1980).

## Filmographie
- 1947 : Les Deux Orphelins (I due orfanelli) de Mario Mattoli
- 1949 : Vivre à la resquille (Vivere a sbafo), de Giorgio Ferroni
- 1949 : Totò cherche un appartement (Totò cerca casa), de Mario Monicelli et Steno
- 1950 : Totò Tarzan, de Mario Mattoli
- 1950 : Totò cherche une épouse (Totò cerca moglie), de Carlo Ludovico Bragaglia
- 1950 : Les Six Femmes de Barbe Bleue (Le sei mogli di Barbablù) de Carlo Ludovico Bragaglia
- 1950 : Figaro qua, Figaro là, de Carlo Ludovico Bragaglia
- 1950 : È arrivato il cavaliere, de Mario Monicelli et Steno
- 1950 : Quarantasette morto che parla, de Carlo Ludovico Bragaglia
- 1950 : Il vedovo allegro, de Mario Mattoli
- 1950 : Les Cadets de Gascogne, de Mario Mattoli
- 1950 : Totò sceicco, de Mario Mattoli
- 1951 : Totò terzo uomo, de Mario Mattoli
- 1951 : Rome-Paris-Rome, de Luigi Zampa
- 1951 : Sette ore di guai, de Marcello Marchesi et Vittorio Metz
- 1951 : L'eroe sono io! (it), de Carlo Ludovico Bragaglia
- 1951 : Una bruna indiavolata (it), de Carlo Ludovico Bragaglia
- 1951 : Auguri e figli maschi! (it), de Giorgio Simonelli
- 1951 : Les nôtres arrivent (Arrivano i nostri), de Mario Mattoli
- 1951 : Cameriera bella presenza offresi..., de Giorgio Pastina
- 1952 : Les Trois Corsaires (I tre corsari), de Mario Soldati
- 1952 : Totò et les femmes (Totò e le donne), de Mario Monicelli et Steno
- 1952 : Totò a colori, de Steno
- 1952 : Cour martiale (Il segreto delle tre punte), de Carlo Ludovico Bragaglia
- 1952 : Ragazze da marito, d'Eduardo De Filippo
- 1952 : Don Lorenzo (it), de Carlo Ludovico Bragaglia
- 1952 : A fil di spada, de Carlo Ludovico Bragaglia
- 1953 : Gli uomini, che mascalzoni! (it), de Glauco Pellegrini
- 1953 : Napoletani a Milano, d'Eduardo De Filippo
- 1953 : Ivan (il figlio del diavolo bianco) (it), de Guido Brignone
- 1953 : Une fille formidable (Ci troviamo in galleria), de Mauro Bolognini
- 1953 : Drôles de bobines (Cinema d'altri tempi), de Steno
- 1953 : Le Capitaine fantastique (Capitan Fantasma), de Primo Zeglio
- 1953 : Pattes de velours (L'incantevole nemica), de Claudio Gora
- 1954 : Ridere! Ridere! Ridere! d'Edoardo Anton
- 1954 : Orient-Express de Carlo Ludovico Bragaglia
- 1954 : Symphonie inachevée (Sinfonia d'amore), de Glauco Pellegrini
- 1954 : Una pelliccia di visone, de Glauco Pellegrini
- 1954 : À toi... toujours (Casta Diva) de Carmine Gallone
- 1954 : La Maison du souvenir (Casa ricordi) de Carmine Gallone
- 1955 : Totò e Carolina, de Mario Monicelli
- 1955 : Ces demoiselles du téléphone (Le signorine dello 04), de Gianni Franciolini
- 1955 : La Grande Bagarre de don Camillo (Don Camillo e l'onorevole Peppone), de Carmine Gallone
- 1955 : Bravissimo, de Luigi Filippo D'Amico
- 1955 : Cette folle jeunesse ou Histoires romaines (Racconti romani), de Gianni Franciolini
- 1956 : Totò, lascia o raddoppia? (it), de Camillo Mastrocinque
- 1956 : Amours de vacances (Tempo di villeggiatura), d'Antonio Racioppi
- 1956 : Peccato di castità, de Gianni Franciolini
- 1956 : La banda degli onesti, de Camillo Mastrocinque
- 1956 : Le Bigame (Il bigamo), de Luciano Emmer
- 1956 : À toi... toujours (Casta diva), de Carmine Gallone
- 1956 : Una pelliccia di visone de Glauco Pellegrini
- 1957 : Souvenirs d'Italie, d'Antonio Pietrangeli
- 1957 : Les Époux terribles (Nata di marzo), d'Antonio Pietrangeli
- 1957 : Le Médecin et le Sorcier (Il Medico e lo stregone), de Mario Monicelli
- 1957 : Pères et fils (Padri e figli), de Mario Monicelli
- 1958 : Totò, Peppino et les Fanatiques (Totò, Peppino e le fanatiche) de Mario Mattoli
- 1958 : Le Pigeon (I soliti ignoti), de Mario Monicelli
- 1958 : La Loi, c'est la loi (La legge è legge), de Christian-Jaque
- 1958 : Premier amour (Primo amore), de Mario Camerini
- 1959 : Hold-up à la milanaise (Audace colpo dei soliti ignoti), de Nanni Loy
- 1959 : Polycarpe, maître calligraphe (Policarpo, ufficiale di scrittura), de Mario Soldati
- 1959 : La Grande Guerre (La grande guerra), de Mario Monicelli
- 1960 : La Grande Pagaille (Tutti a casa), de Luigi Comencini
- 1960 : Larmes de joie (Risate di gioia), de Mario Monicelli
- 1961 : Divorce à l'italienne (Divorzio all'italiana), de Pietro Germi
- 1961 : À cheval sur le tigre (A cavallo della tigre), de Luigi Comencini
- 1962 : Mafioso, d'Alberto Lattuada
- 1962 : Le Commissaire (Il commissario), de Luigi Comencini
- 1962 : Le Meilleur Ennemi (The Best of Enemies), de Guy Hamilton
- 1963 : Il Maestro di Vigevano, d'Elio Petri
- 1963 : Les Camarades (I Compagni), de Mario Monicelli
- 1963 : Les Monstres (I Mostri ), de Dino Risi
- 1963 : Follie d'estate, d'Edoardo Anton et Carlo Infascelli
- 1964 : Séduite et Abandonnée (Sedotta e abbandonata), de Pietro Germi
- 1964 : Frénésie d'été de Luigi Zampa
- 1965 : Casanova '70, de Mario Monicelli
- 1966 : Moi, moi, moi et les autres (Io, io, io... e gli altri) d'Alessandro Blasetti
- 1966 : Nos maris, de Dino Risi et Luigi Zampa (segments Il Marito di Olga et Il marito di Attilia)
- 1966 : L'Armée Brancaleone (L'Armata Brancaleone), de Mario Monicelli
- 1966 : Le Bon, la Brute et le Truand (Il Buono, il brutto, il cattivo), de Sergio Leone
- 1966 : Les Sorcières (Le Streghe), de Mauro Bolognini (segment Senso civico)
- 1967 : Ti ho sposato per allegria, de Luciano Salce
- 1967 : L'Homme à la Ferrari (Il Tigre), de Dino Risi
- 1968 : Fais-moi très mal mais couvre-moi de baisers (Straziami, ma di baci saziami), de Dino Risi
- 1968 : Nos héros réussiront-ils à retrouver leur ami mystérieusement disparu en Afrique ? (Riusciranno i nostri eroi a ritrovare l'amico misteriosamente scomparso in Africa?), d'Ettore Scola
- 1968 : Caprice à l'italienne (Capriccio all'italiana), de Mario Monicelli, Pino Zac et Mauro Bolognini (segments La Bambinaia, Viaggio di lavoro et Perchè?)
- 1969 : FBI - Francesco Bertolazzi investigatore (it), d'Ugo Tognazzi (feuilleton TV)
- 1970 : Rosolino Paternò, soldato..., de Nanni Loy
- 1970 : Brancaleone s'en va-t-aux croisades (Brancaleone alle crociate), de Mario Monicelli
- 1970 : Drame de la jalousie (Dramma della gelosia - tutti i particolari in cronaca), d'Ettore Scola
- 1971 : Au nom du peuple italien (In nome del popolo italiano), de Dino Risi
- 1972 : Teresa la voleuse (Teresa la ladra), de Carlo Di Palma
- 1972 : Sans famille, sans le sou, en quête d'affection (Senza famiglia, nullatenenti cercano affetto), de Vittorio Gassman
- 1973 : Nous voulons les colonels (Vogliamo i colonnelli), de Mario Monicelli
- 1974 : Romances et Confidences (Romanzo popolare), de Mario Monicelli
- 1974 : Nous nous sommes tant aimés (C'eravamo tanto amati), d'Ettore Scola
- 1976 : Mesdames et messieurs, bonsoir (Signore e signori, buonanotte), de Luigi Comencini, Nanni Loy, Luigi Magni, Mario Monicelli et Ettore Scola
- 1976 : La Femme du dimanche (La Donna della domenica), de Luigi Comencini
- 1976 : Basta che non si sappia in giro!..., de Nanni Loy et Luigi Magni (segments Macchina d'amore et Il superiore)
- 1977 : Les Nouveaux Monstres (I Nuovi mostri), de Mario Monicelli, Dino Risi et Ettore Scola
- 1978 : Enquête à l'italienne (Doppio delitto), de Steno
- 1979 : Gros-Câlin, de Jean-Pierre Rawson
- 1980 : Rosy la Bourrasque (Temporale Rosy), de Mario Monicelli
- 1980 : La Terrasse (La Terrazza), d'Ettore Scola
- 1980 : Les Séducteurs (Sunday Lovers), de Dino Risi (segment Armando's Notebook)
- 1981 : Nu de femme (Nudo di donna), de Nino Manfredi
- 1981 : Chambre d'hôtel (Camera d'albergo), de Mario Monicelli
- 1982 : Spaghetti House (it), de Giulio Paradisi
- 1983 : Il Tassinaro (it), d'Alberto Sordi
- 1983 : Scherzo del destino in agguato dietro l'angolo come un brigante da strada, de Lina Wertmüller
- 1984 : Le Bon Roi Dagobert, de Dino Risi
- 1985 : Le Fou de guerre (Scemo di guerra), de Dino Risi
- 1987 : Le Pigeon vingt ans après (I Soliti ignoti vent'anni dopo), d'Amanzio Todini
- 1988 : Les Deux Fanfarons, d'Enrico Oldoini
- 1988 : Très belle et trop naïve (La Romana), de Giuseppe Patroni Griffi (TV)
- 1989 : Luisa, Carla, Lorenza e...le affettuose lontananze, de Sergio Rossi
- 1991 : La Pagaille, de Pascal Thomas
- 1999 : Boom (it), d'Andrea Zaccariello

## Sources
- L'Annuel du cinéma 2006, éditeur : Les Fiches du cinéma (2006)